# Wilków Polski
Wilków Polski – wieś sołecka w Polsce położona w województwie mazowieckim, w powiecie nowodworskim, w gminie Leoncin.
W latach 1975–1998 miejscowość administracyjnie należała do województwa warszawskiego. 

## Dodatkowe nazwy
Przed II wojną światową wieś określana Paryżem (mieszkańcy paryżakami) ze względu na zamożność zamieszkujących Wilków gospodarzy, do których biedni mieszkańcy okolicznych wiosek często zwracali się o pomoc finansową w postaci pożyczek. Wielodzietne biedne rodziny z okolicznych wiosek, których nie było stać na opiekę nad dziećmi, starały się oddać dziecko do pracy na pastucha lub parobka u gospodarza w zamian za wikt i opierunek. 
Dodatek słowa Polski w nazwie miejscowości miał zaznaczyć odrębność od sąsiedniego Wilkowa Niemieckiego po wojnie nazwanego Wilkowem nad Wisłą. Miejscowości rozdziela polna drogą, nazywana granicą. Istniał też Wilków Holenderski usytuowany na Kempach Wiślanych i częściowo wtopiony w Wilków Niemiecki.  
Wilków Polski niekiedy nazywany Wilkowem Starym z racji powstania Wilkowa Nowego. 
Nazewnictwo miejsc w wiosce: Wąskie błoto, Gapia góra. 

## Historia
Jedno z najstarszych siedlisk na tym terenie naniesiona na mapę z 1793 pod nazwą Wylkowa. Wzmianką na już istniejącą wieś na tym terenie, są lata 1603 "We wsi Głusku znajduje się kościół parochialny, którego założyciel i data założenia nie są mi znajome, ale że wieś należała dóbr rządowych (Była to tak nazwana dzierżawa, która za panowania Sasów znajdowała się w ręku Czapskich) wnoszę, że jest dziełem książąt mazowieckich, lub też królów polskich. Kościół ten wizytował w roku 1603. sławny Wawrzyniec Goślicki biskup poznański, był on wtenczas drewnianym i pod tytułem Św. Małgorzaty poświęconym. Uposażeniem jego był łan roli w Głusku z dwoma kmieciami i dziesięciny z Głuska, Małejwsi, Grochali, Wilkowa, Gniewniewic, Sencimina małego i t. d. Podczas wizyty Goślickiego w roku 1603. dom szkólny był tu świeżo nowym dachem pokryty i naporządzony. Uposażeniem rektora szkoły była dziesięcina z pewnych ról we wsi Gniewniewice." wg Józefa Łukaszewicza - opis stanu w roku 1603 z lustracji biskupa Goślickiego.    
W czasie II wojny światowej w pobliskiej puszczy doszło do walk wycofującej się części Armii Poznań (łącznie z walką wręcz na bagnety) z siłami Niemieckiej Armii .Po batalii, Niemcy nakazali kilku osobom z wioski pochować zabitych polaków w wykopanym leśnym dole. Po wojnie dzięki ich pamięci ekshumowano żołnierzy i pochować na cmentarzu w Leoncinie. Podczas okupacji z wioski wywieziono kilka rodzin żydowskich zamieszkujących zachód Wilkowa. Wieś znalazła się w granicach Rzeszy. Ludność polską wypędzono bądź wykorzystano do prac przymusowych lub w rolnictwie, na rzecz nowo ściągniętych osadników z Niemiec. Niekiedy dochodziło do zajmowania gospodarstwa Polaka przez biedniejszego sąsiada Niemca. Wieś wyzwolona przez armię czerwoną została ograbiona przez uciekających osadników niemieckich i ,,Olenderskich". (Holendrzy po wkroczeniu Niemców jako ludność germańska otrzymali niemieckie dokumenty, przez co obawiali się zemsty wyzwalających nas Rosjan).

### OSP Wilków Polski
W okresie międzywojennym dzięki zaradności i z inicjatywy grupy gospodarzy została założona późniejsza Ochotnicza Straż Pożarna. Zakupiona została sikawka strażacka na zaprzęg konny, wyposażona w ręczną pompę wody ze zbiornikiem ciśnieniowym, zaprzęgano do niej konie gospodarza tam gdzie stacjonowała. Pierwotnie była to pomoc sąsiedzka w gaszeniu pożaru w wiosce. Po wojnie ponownie kilku mieszkańców zawiązało Ochotniczą Straż Pożarną w Wilkowie Polskim z uwagi na potrzebę walki z ogniem, z czasem też wybudowano remizę strażacką. OSP po dziś dzień we współczesnej postaci, unowocześniona funkcjonuje na potrzeby wioski i gminy.